# Bartın (település)
Bartın Törökország azonos nevű tartományának székhelye. 2009-ben lakossága 51 640 fő volt, ebből 25 414 nő, 26 226  férfi.

## Története
Nevét a Bartın folyó ókori nevéről, a Parthenioszról kapta, a folyó mellett épült meg Parthenia ókori városa. I.e. a 14. században a Gaszgasz törzs (Gaskalar) lakta a vidéket, majd hettiták, iónok, kimmérek, lüdök, pontusziak kezén volt. Anatólia többi részéhez hasonlóan később a Római Birodalom, Bizánc, majd az Oszmán Birodalom uralta.
1920-ban Zonguldakhoz csatolták, 1991-ben lett önálló tartomány.